# مجلس قزاقستان

مجلس قزاقستان

مجلس قزاقستان که بعضا مجلس سفلی  (قزاقستان: Қазақстан Республикасы Парламентінің Мәжілісі) که معمولاً به صورت مجلس (ماژیلیس - سیریلیک قزاقستان: Мәжіліс [mæʒɘˈlɘs]) خوانده می‌شود، در کنار مجلس سنای قزاقستان پارلمان قزاقستان را تشکیل می‌دهند که مسئول تصویب قوانین در قزاقستان می‌باشند.
مجلس سفلی در روند قانونگذاری، بحث و تصویب قوانین نقش دارد. این مجلس با عضویت ۹۸ نماینده توسط یک رئیس اداره می‌شود و در ساختمان پارلمان واقع در آستانه پایتخت قزاقستان تشکیل جلسه می‌دهد. نمایندگان مجلس به‌طور مستقیم به دوره‌های پنج ساله انتخاب، با فرایند انتخابات در یک سیستم رای‌گیری مختلط، که در آن ۷۰٪ از کرسی‌ها تحت لیست‌های حزب با توزیع ۵٪ و دیگر ۳۰٪ از طریق رای مستقیم در ۲۹ حوزه‌های تک نفره انتخاب می‌شوند. جد نصاب ورود احزاب به مجلس ۵ درصد کل آرا است. بر اساس نظام جدید انتخابات پارلمانی قزاقستان، انتخابات پارلمانی و ریاست جمهوری نمی‌توانند در یکسال برگزار شوند.
مجلس سفلی در دوره‌های مختلف شاهد قوانین متفاوتی برای ورود به مجلس بود و تنها از سال ۲۰۲۲ به بعد ورود افراد بدون تعلق حزبی به این مجلس آزاد شد.

## پیشینه
در سال ۱۹۹۵ پس از برگزاری همه‌پرسی قانون اساسی قزاقستان در ۳۰ اوت ۱۹۹۵ که در آن رای‌دهندگان قزاق با اکثریت قاطع پیش نویس جدید قانون اساسی قزاقستان را تصویب کردند، یک پارلمان دو مجلسی تشکیل شد که شامل مجلس سفلی و مجلس سنای قزاقستان بود.
در انتخابات سال ۱۹۹۵، تحت ساختار جدید پارلمانی، تمام کرسی‌های هر دو مجلس در دسامبر ۱۹۹۵ مورد رقابت قرار گرفت. این انتخابات به دور دوم کشیده شد و در دور دوم ۲۱ کرسی باقی مانده پر شدند. ناظران بین‌المللی از بروز مشکلات در رای‌گیری مجلس خبر دادند. پارلمان جدید که در ۳۰ ژانویه ۱۹۹۶ تشکیل شد، شامل ۶۸ عضو قزاق و ۳۱ عضو روسی بود. ۱۰ نماینده که اعضای آن زن بودند.
پس از انتخابات سال ۲۰۰۴، حزب امانت اولین حزب در مجلس بود که اکثریت کرسی‌ها را در اختیار داشت.
پس از اصلاحات قانون اساسی در ماه مه ۲۰۰۷، کرسی‌های مجلس از ۷۷ به ۱۰۷ افزایش یافت و ۹۸ کرسی از آنها از طریق نمایندگی تناسبی حزبی انتخاب می‌شدند. این روش برای اولین بار در انتخابات پارلمانی سال ۲۰۰۷ مورد استفاده قرار گرفت. با برتری حزب امانت در کسب تمامی کرسی‌های مجلس در این دوره اپوزیسیونی فعال نبود.
در انتخابات پارلمانی سال ۲۰۱۲، آک ژول و حزب کمونیست خلق قزاقستان نیز وارد مجلس سفلی شدند. با این حال، حزب حاکم به عنوان حزب مسلط موقعیت خود را حفظ کرد.
در اصلاحات قانون اساسی و تغییرات قانون انتخاباتی در سال‌های ۲۰۲۱ و ۲۰۲۲، ۹ کرسی متغیر برای مجلس مردم قزاقستان حذف شده و حد نصاب احزاب برای ورود به مجلس را کسب ۵ درصد آرا دانسته و همچنین تعدادی از کرسی را به نامزدهای غیر حزبی در حوزه‌های تک نفره اختصاص داد.

## ساختار انتخابات
مجلس از ۹۸ عضو تشکیل شده است. انتخابات اعضای مجلس هر ۵ سال یکبار برگزار می‌شود (مگر اینکه انتخابات زودهنگام برگزار شود). ساختار مجلس از طریق نمایندگی اکثریت مختلط است: ۶۹ کرسی از طریق نمایندگی تناسبی بر اساس لیست حزبی بسته با آستانه انتخاباتی ۵٪ مورد نیاز برای کسب کرسی‌ها (که بر اساس روش بزرگ‌ترین باقیمانده تخصیص داده می‌شود) و ۲۹ کرسی از طریق رای مستقیم اول در حوزه‌های تک نفره. از سال ۲۰۲۱، ماده ۸۹ قانون انتخابات احزاب را ملزم می‌کند که حداقل ۳۰ درصد سهمیه زنان، جوانان (زیر ۲۹ سال) و افراد معلول را در فهرست انتخاباتی خود قرار دهند.

## کمیته
مجلس قزاقستان هفت کمیته دارد که عبارتند از:
1. کمیته مسائل ارضی
2. کمیته قانون گذاری و اصلاحات قضایی و حقوقی
3. کمیته امور خارجه، دفاع و امنیت
4. کمیته توسعه اجتماعی و فرهنگی
5. کمیته مالی و بودجه
6. کمیته مسائل مربوط به محیط زیست و مدیریت محیط زیست
7. کمیته اصلاحات اقتصادی و توسعه منطقه ای

## دوره‌های مجلس
1. دوره اول- ۳۰ ژانویه ۱۹۹۶ – ۱ دسامبر ۱۹۹۹ - زمان برگزاری انتخابات ۱۹۹۵
2. دوره دوم- ۱ دسامبر ۱۹۹۹ – ۳ نوامبر ۲۰۰۴-زمان برگزاری انتخابات ۱۹۹۹
3. دوره سوم- ۳ نوامبر ۲۰۰۴–۲۰ ژوئن ۲۰۰۷-زمان برگزاری انتخابات ۲۰۰۴
4. دوره چهارم- ۱ سپتامبر ۲۰۰۷–۱۵ نوامبر ۲۰۱۱-زمان برگزاری انتخابات ۲۰۰۷
5. دوره پنجم- ۲۰ ژانویه ۲۰۱۲–۲۰ ژانویه ۲۰۱۶ -زمان برگزاری انتخابات۲۰۱۲
6. دوره ششم- ۲۵ مارس ۲۰۱۶–۳۰ دسامبر ۲۰۲۰ -زمان برگزاری انتخابات۲۰۱۶
7. دوره هفتم- ۱۵ ژانویه ۲۰۲۱–۱۹ ژانویه ۲۰۲۳-زمان برگزاری انتخابات ۲۰۲۱
8. دوره هشتم- ۲۹ مارس ۲۰۲۳ - تا کنون -زمان برگزاری انتخابات ۲۰۲۳